# Gisela Elsner
Pour les articles homonymes, voir Elsner.
Gisela Elsner, née le 2 mai 1937 à Nuremberg et morte le 13 mai 1992 à Munich, est une écrivaine allemande.

## Biographie
Son père, Richard Elsner, est directeur chez Siemens. Après son abitur en 1957, elle étudie la philosophie, la germanistique et les arts du spectacle à l'université de Vienne durant deux ans. Par la suite, elle se consacre à l'écriture et vit à de nombreux endroits : le lac de Starnberg, Francfort-sur-le-Main, Rome de 1963 à 1964, Londres de 1964 à 1970, puis Paris, Hambourg, New York et enfin Munich.
Le 30 août 1958, elle épouse à Planegg, près de Munich, Klaus Roehler (de), lui aussi écrivain. Ils divorcent après quelques années, en laissant un fils de trois ans, Oskar.
Gisela Elsner participe en 1958, 1962 et 1963 à des réunions du Groupe 47 ; elle devient membre du Dortmunder Gruppe 61 (de) en 1962 et du Centre PEN Allemagne (de) en 1971.
Bien que d'origine bourgeoise, elle s'oppose à cette classe, même si elle vit mal cet écartement. Elle est une sympathisante de la RDA, s'inscrit au DKP dont elle démissionne en juin 1989 contre les tendances présumées réformistes. Elle revient en octobre 1989 et maintient ses positions communistes lors de la chute du mur de Berlin.
Un mélange de problèmes personnels, littéraires et de perspectives politiques la pousse à s'isoler dans son appartement. Après un évanouissement dans la rue, elle est conduite dans une clinique privée de Munich où elle se suicide le lendemain en se jetant par la fenêtre.
La fin de sa vie inspire à son fils Oskar Roehler, devenu réalisateur, le film L'Insaisissable avec dans le rôle de l'écrivain Hannelore Elsner — qui n'a aucun lien de parenté avec l'artiste. Dans Quellen des Lebens (de), autre film d'inspiration autobiographique, elle est interprétée par Lavinia Wilson.

## Œuvre
En 1964, pour son premier roman Les Nains-géants, Gisela Elsner reçoit le prix Formentor et se fait connaître du jour au lendemain. Son regard satirique sur le monde hypocrite de la société allemande de l'après-guerre fait sensation à l'époque. Hans Magnus Enzensberger reprend le premier chapitre dans son anthologie et la fait mieux connaître auprès du milieu littéraire.
Elsner publie de son vivant neuf romans, deux recueils de nouvelles, un recueil d'essais, trois pièces radiophoniques et un livret d'opéra. En 1991, elle se sépare de son éditeur, Rowohlt, l'accusant de détruire son œuvre. Par ailleurs, elle rejette le « ghetto littéraire » et l'étiquette de « littérature féminine ».
Après sa mort, la germaniste Christine Künzel s'efforce d'établir des œuvres complètes avec des inédits qu'elle fait publier chez Verbrecher Verlag (de). En mai 2012, une société "Gisela Elsner" est fondée.
Publications

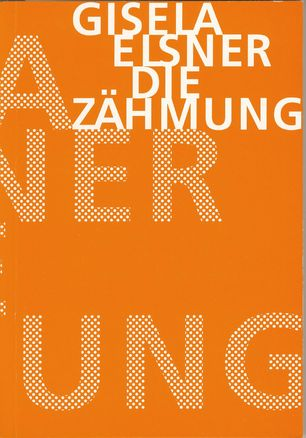
Gisela Elsner, Die Zähmung 1984

- Triboll, 1956 (avec Klaus Roehler)
- Die Riesenzwerge, 1964
- Der Nachwuchs, 1968
- Das Berührungsverbot, 1970
- Herr Leiselheimer und weitere Versuche, die Wirklichkeit zu bewältigen, 1973
- Der Punktsieg, 1977
- Die Zerreißprobe, 1980
- Abseits, 1982
- Die Zähmung, 1984
- Das Windei, 1987
- Friedenssaison, 1988 (Livret; Musique: Christof Herzog)
- Gefahrensphären, 1988
- Fliegeralarm, 1989,
- Wespen im Schnee, Berlin 2001 (avec Klaus Roehler)
- Heilig Blut, 2007
- Otto, der Grossaktionär, 2008
- Flüche einer Verfluchten - Kritische Schriften I, 2011
- Im literarischen Ghetto - Kritische Schriften II, 2011
- Versuche, die Wirklichkeit zu bewältigen. Gesammelte Erzählungen Band 1, 2012
- Zerreißproben. Gesammelte Erzählungen Band 2, 2012

Publications en français
- Les Nains-géants, traduction de Die Riesenzwerge par Marie-Louise Ponty, Gallimard, 1965.
- La Génération montante, traduction de Der Nachwuchs par Lily Jumel, Gallimard, 1970.
- Défense de toucher, traduction de Das Berührungsverbot par Lily Jumel, Gallimard, 1973.
- Vainqueur aux points, traduction de Der Punktsieg par Albert Kohn, Gallimard, 1979.